# Перкинс, Джиа
Джиа Дорин Перкинс (англ. Jia Dorene Perkins; родилась 23 февраля 1982 года в Ньюберге, штат Нью-Йорк, США) — американская профессиональная баскетболистка и тренер, в настоящее время работающая помощником тренера в клубе НБА Джи-Лиги «Солт-Лейк-Сити Старз». Выступала в Женской национальной баскетбольной ассоциации, где в составе «Миннесоты Линкс» завоевала чемпионский титул в 2017 году. Была выбрана на драфте ВНБА 2004 года в третьем раунде под общим 35-м номером командой «Шарлотт Стинг». На студенческом уровне играла за команду Техасского технологического университета «Техас Тек Леди Райдерс».

## Карьера в ВНБА
Перкинс была выбрана на драфте ЖНБА 2004 года в третьем раунде под общим 35 номером клубом «Шарлотт Стинг». Свой первый сезон в профессионалах она почти полностью пропустила в связи с рождением ребёнка.
16 ноября 2005 года Перкинс была выбрана на драфте расширения клубом «Чикаго Скай». За «Скай» Джиа отыграла пять сезонов, лучшим из которых для неё стал сезон 2008 года, когда она в среднем за игру набирала 17 очков.
В 2009 года Перкинс была выбрана в команду Восточной конференции на участие в матче всех звёзд ВНБА в качестве запасного игрока.
Перед началом сезона 2011 года она была обменяна в «Сан-Антонио Старз» на Мишель Сноу. В этом же сезоне она впервые в своей карьере сыграла в играх плей-офф.
В феврале 2018 года Перкинс официально объявила о завершении своей карьеры.
20 сентября 2023 года Перкинс стала помощником тренера команды НБА Джи-Лиги «Солт-Лейк-Сити Старз».